# Linh dương sừng mác
Linh dương sừng mác (tiếng Anh: Scimitar oryx hoặc Scimitar-horned oryx, hay còn có tên Sahara oryx), danh pháp hai phần: Oryx dammah, là một loài linh dương thuộc chi Oryx hiện nay đã tuyệt chủng trong tự nhiên. Loài này trước đây sinh sống khắp Bắc Phi. Có một lịch sử phân loại dài kể từ khi Lorenz Oken phát hiện ra chúng vào năm 1816. Ông đã đặt danh pháp loài là Oryx algazel. Linh dương sừng mác khi đứng có bờ vai thấp, chỉ cao hơn 1 m (3,3 ft). Linh dương đực nặng 140–210 kg (310–460 lb), còn linh dương cái nặng 91–140 kg (201–309 lb). Bộ lông có màu trắng với phần ngực nâu đỏ, vệt đen trên trán kéo dài xuống mũi. Linh dương non khi sinh ra có bộ lông màu vàng, những mảng màu đặc trưng ban đầu thiếu vắng. Lông thay đổi theo màu sắc trưởng thành khi 3-12 tháng tuổi.
Linh dương sừng mác hình thành đàn hỗn giới (cả đực lẫn cái) lên đến 70 thành viên, thường do linh dương đực dẫn đầu. Chúng cư trú tại vùng bán hoang mạc hay hoang mạc, thích nghi sinh sống dưới cái nóng khắc nghiệt, với cơ chế làm mát hiệu quả và nhu cầu rất thấp đối với nước. Linh dương tìm ăn tán lá, cỏ, thực vật mọng nước và các bộ phận thực vật vào thời điểm đêm tối hoặc sáng sớm. Sinh sản cao điểm giữa tháng 3 và tháng 10. Sau thai kỳ từ 8 đến 9 tháng, một con non được sinh ra. Ngay sau đó, linh dương cái sẽ động dục hậu sản.
Linh dương sừng mác từng phổ biến khắp Bắc Phi. Chúng bắt đầu sụt giảm do kết quả của biến đổi khí hậu. Sau đó, chúng còn bị săn bắt rộng rãi để lấy sừng. Ngày nay, linh dương được nuôi trong điều kiện nuôi nhốt tại nhiều khu bảo tồn đặc biệt ở Tunisia, Maroc và Sénégal. Linh dương sừng mác được thuần hóa thời Ai Cập cổ đại nhằm cung cấp thực phẩm và vật hiến tế dâng lên các vị thần. Tầng lớp thượng lưu thời La Mã cổ đại cũng nuôi loài này. Việc sử dụng tấm da trị giá của linh dương bắt đầu vào thời Trung Cổ. Huyền thoại kỳ lân một sừng có thể bắt nguồn từ hình dạng linh dương sừng mác khi bị gãy một chiếc sừng.

## Danh mục phân loại và đặt danh pháp
Linh dương sừng mác là thành viên thuộc chi Oryx, họ Trâu bò. Nhà tự nhiên học người Đức Lorenz Oken lần đầu tiên mô tả loài này vào năm 1816, đặt danh pháp Oryx algazel. Danh pháp đã trải qua nhiều thay đổi kể từ đó, với sự ra đời của những danh pháp như Oryx tao, O. leucoryx, O. damma, O. dammah, O. bezoarticus và O. ensicornis. Năm 1826, Philipp Jakob Cretzschmar sử dụng danh pháp Oryx ammah cho loài này. Một năm sau, danh pháp Orys leucoryx được đưa vào sử dụng, nhưng do đây là một danh pháp đồng nghĩa của linh dương sừng thẳng Ả Rập (về sau được đặt Oryx beatrix), danh pháp bị loại bỏ và Oryx algazel đã được chấp nhận một lần nữa. Hơn một trăm năm sau, vào năm 1951, Sir John Ellerman và Terence Morrison-Scott nhận ra sự vô hiệu của danh pháp Oryx algazel. Cuối cùng, vào tháng 1 năm 1956, hiệp hội danh pháp động vật học quốc tế chấp nhận Oryx dammah là danh pháp hai phần của loài linh dương này. Không có nhiều thay đổi kể từ đó, mặc dù nhiều tài liệu xuất bản sau năm 1956 gây nhầm lẫn bằng cách sử dụng những danh pháp như O. gazella tao.
Danh pháp khoa học, Oryx dammah, khởi nguồn từ: tiếng Hy Lạp cổ đại ὄρυξ (orux), nghĩa là linh dương Gazelle hoặc linh dương (sừng dài nhọn như cuốc chim); tiếng Latin damma (hươu hoang hoặc linh dương); tiếng Ả Rập dammar (con cừu). Linh dương sừng mác được đặt tên dựa theo cặp sừng, hình dáng giống như thanh kiếm (scimitar) cong. Tên gọi phổ biến của loài trong tiếng Anh là "scimitar-horned oryx", hoặc đơn giản "scimitar oryx".

## Di truyền và tiến hóa
Linh dương sừng mác có 58 nhiễm sắc thể. Trong số đó gồm một cặp thể thường nhiễm sắc hạ khuynh tâm lớn và 27 cặp thể thường nhiễm sắc dạng que. Nhiễm sắc thể X và Y là hai nhiễm sắc thể dạng que lớn nhất và nhỏ nhất. Nghiên cứu phân tử đầu tiên về loài này (xuất bản năm 2007) quan sát sự đa dạng di truyền giữa châu Âu, Bắc Mỹ và một số nhóm khác được nuôi nhốt. Phân kỳ tìm được trong DNA ti thể dạng đơn bội, ước tính đã diễn ra khoảng giữa 2,1 và 2,7 triệu năm trước. Gia tăng số lượng xảy ra xấp xỉ 1,2 và 0,5 triệu năm trước.
Trong một nghiên cứu khác, nhằm lưu ý sự khác biệt di truyền giữa các loài linh dương thuộc chi Oryx, kiểu nhân tế bào của những loài Oryx và phân loài – cụ thể là O. gazella, O. b. beisa, O. b. callotis, O. dammah và O. leucoryx – được so sánh với kiểu nhân tế bào chuẩn của bò nhà (Bos taurus). Số lượng thể thường nhiễm sắc trong tất cả kiểu nhân tế bào là 58. Nhiễm sắc X và Y giữ gìn trong cả năm loài.

## Ngoại hình

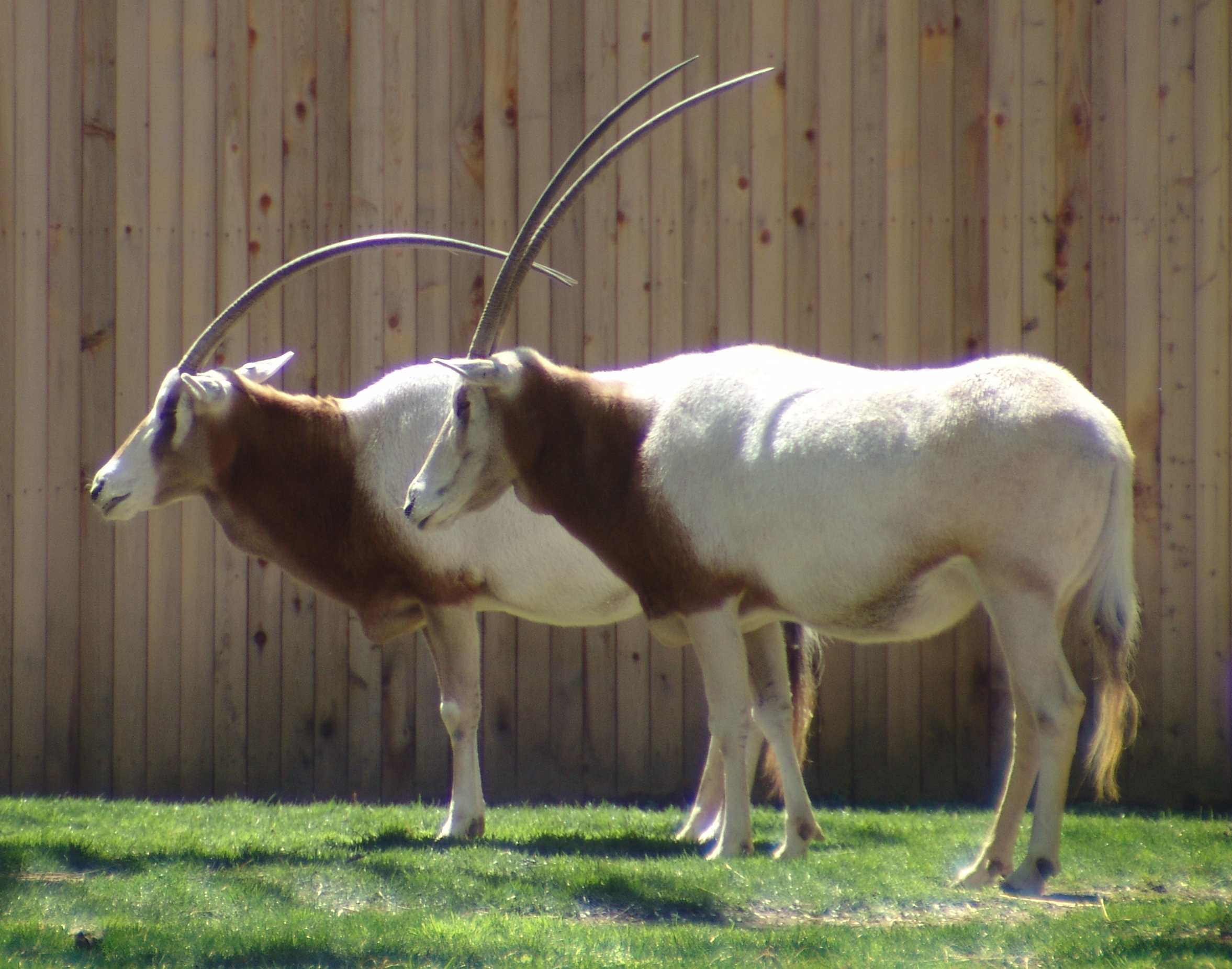
Hình thể tương tự loài ngựa, đặc điểm loài thuộc phân họ Mã linh

### Kích thước
Linh dương sừng mác khi đứng, bờ vai chỉ cao hơn 1 m (3,3 ft). Con đực nặng 140–210 kg (310–460 lb), còn con cái nặng 91–140 kg (201–309 lb). Thân hình đo được 140–240 cm (55–94 in) từ đầu đến hết đuôi. Đuôi dài khoảng 45–60 cm (18–24 in) và kết thúc tại một chùm lông. Linh dương đực lớn hơn so với linh dương cái.

### Lông

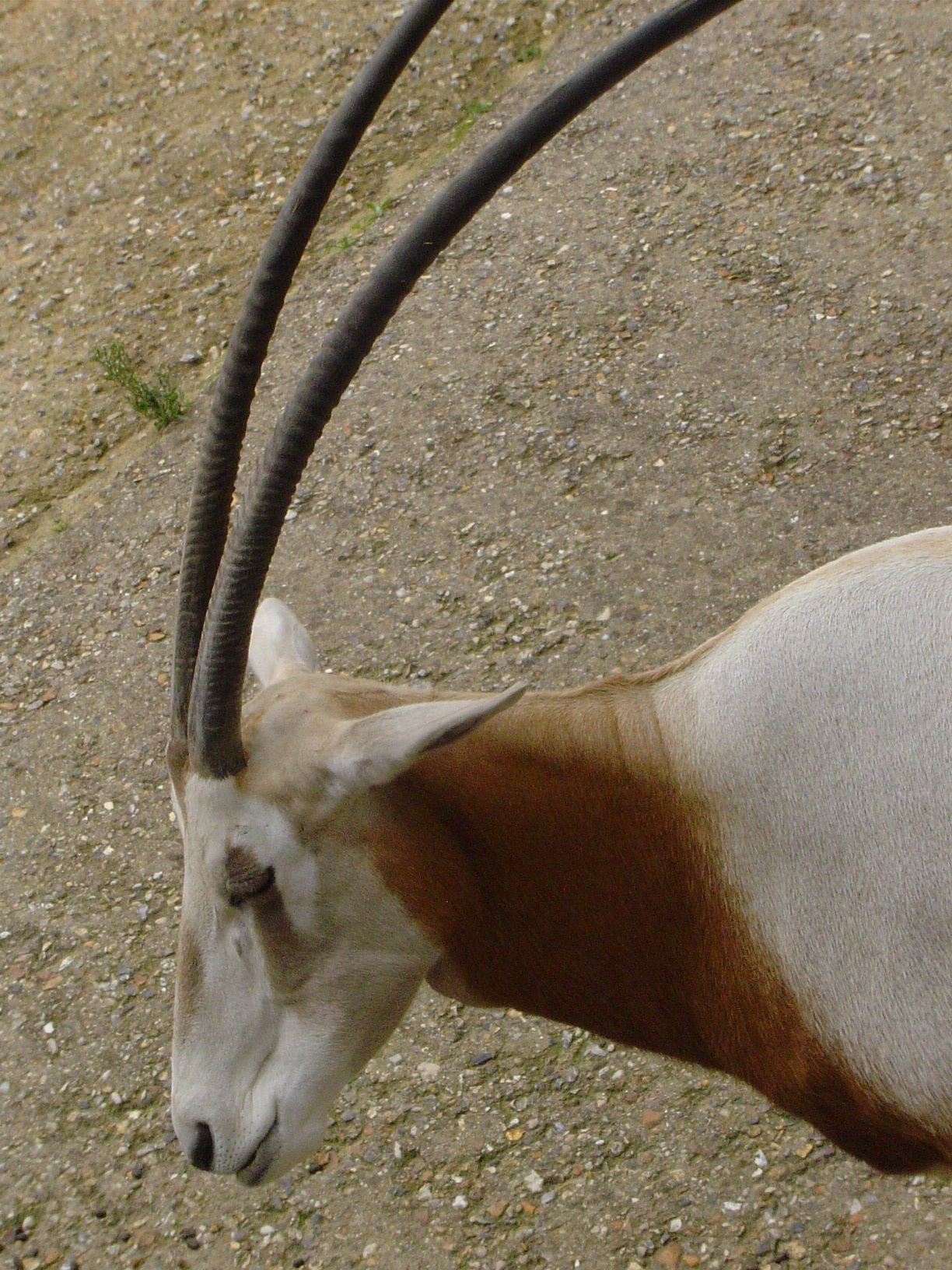
Cận cảnh cặp sừng giống thanh kiếm (scimitar)

Bộ lông có màu trắng với phần ngực nâu đỏ và vệt đen trên trán kéo dài xuống mũi. Bộ lông phản xạ tia nắng mặt trời, trong khi vệt đen và chóp lưỡi cung cấp khả năng bảo vệ chống lại sự rám nắng. Bộ lông trắng giúp phản xạ sức nóng sa mạc. Linh dương non khi sinh ra có lông màu vàng và thiếu những mảng màu đặc trưng, xuất hiện về sau trong cuộc đời. Bộ da lông chuyển đổi sang màu sắc trưởng thành khi được 3–12 tháng tuổi.

### Sừng mác
Cả linh dương đực lẫn cái đều sở hữu cặp sừng dài thẳng, nhưng sừng linh dương cái mảnh mai hơn. Cặp sừng dài, mỏng, cân xứng. Sừng cong ngược (một điểm đặc trưng của loài này), có thể dài 1,0 đến 1,2 m (3 ft 3 in đến 3 ft 11 in) ở cả đực lẫn cái. Cặp sừng mỏng nên có thể dễ dàng gãy. Linh dương cái có 4 núm vú. Móng guốc lớn, trải rộng thích nghi tốt cho phép linh dương bước đi trên cát trong môi trường khô hạn. Linh dương sừng mác có thể sống lâu khoảng 20 năm. Tại vườn thú quốc gia Smithsonian, một con linh dương cái chết khi 21 tuổi. Đây là một ngoại lệ do linh dương cái thông thường chỉ có tuổi thọ khoảng 15 năm.

## Bệnh tật và ký sinh trùng
Linh dương sừng mác có thể bị nhiễm chứng cryptosporidiosis, một bệnh ký sinh gây ra bởi ký sinh đơn bào thuộc chi Cryptosporidium trong ngành Apicomplexa. Nghiên cứu năm 2004 cho biết rằng C. parvum hoặc ký sinh tương tự lây nhiễm cho 155 loài động vật có vú, bao gồm cả linh dương sừng mác. Phân tích năm 2005 cho biết ký sinh Cryptosporidium xuất hiện trong mẫu phân của 100 loài động vật có vú, bao gồm cả linh dương sừng mác. Kén hợp tử của loài ký sinh mới, Eimeria oryxae, được phát hiện trong phân của linh dương sừng mác tại vườn thú ở Riyadh. Tại Pháp, ký sinh Streptococcus uberis được phân lập lần đầu từ một cá thể. Chúng gây ra hội chứng sinh dưỡng viêm màng trong tim ở động vật, dẫn đến xung huyết suy tim gây tử vong.
Một nghiên cứu năm 1983 đã kiểm tra huyết thanh máu hóa học của mẫu máu lấy từ tĩnh mạch 50 cá thể linh dương sừng mác khác nhau từ con non đến con trưởng thành trên 13 năm tuổi. Nghiên cứu kết luận rằng tế bào eosinophil cao đếm được ở linh dương chưa trưởng thành và linh dương trưởng thành có thể phản ánh gánh nặng ký sinh trùng trong cơ thể con vật lớn hơn so với linh dương sơ sinh.

## Sinh thái và hành vi
Linh dương sừng mác là loài rất gắn bó và di chuyển theo bầy đàn khoảng giữa 2 - 40 cá thể, do một con đực nổi trội dẫn đầu. Loài này mỗi lần tụ tập thành từng đàn lên đến vài ngàn con di cư. Vào mùa mưa, chúng di cư về phía bắc tiến vào Sahara. Linh dương sừng mác là loài hoạt động ban ngày. Lúc sáng sớm và đêm tối mát mẻ, linh dương nghỉ ngơi dưới tán cây hay bụi rậm, hoặc nếu không có chỗ nghỉ sẵn, chúng đào hố lõm trên đất bằng móng guốc và nghỉ ngơi tại đó. Con đực thường đấu nhau, nhưng không kéo dài và không bạo lực. Động vật săn mồi, như sư tử, báo hoa mai, linh cẩu, báo gêpa, chó rừng lông vàng, kền kền và chó hoang châu Phi, chủ yếu giết linh dương yếu và trẻ.
Hoạt động chơi đùa của tám con non khi nuôi nhốt được quan sát trong một nghiên cứu năm 1983. Con non đực chơi đùa lâu hơn con non cái. Cả đực lẫn cái chơi đùa là bình thường; lựa chọn đối tác phụ thuộc vào tuổi tác, nhưng không dựa trên giới tính hay họ hàng di truyền. Kết quả cho thấy rằng tính lưỡng hình kích thước là yếu tố quan trọng chịu trách nhiệm tách biệt giới tính trong hoạt động chơi đùa.

### Sự thích nghi
Với một hệ thống trao đổi chất thực hiện chức năng khi nhiệt độ cao thịnh hành trong môi trường sống khắc nghiệt, linh dương sừng mác cần ít nước bốc hơi để giúp thoát nhiệt ra khỏi cơ thể, cho phép chúng di chuyển trong thời gian dài mà không có nước. Loài có thể cho phép nhiệt độ cơ thể tăng lên gần 46,5 °C (115,7 °F) trước khi bắt đầu toát mồ hôi. Trong thời điểm nguồn sống dồi dào, linh dương có thể dùng chất lỏng thải ra qua đường tiết niệu và phân để giảm nhiệt độ cơ thể xuống dưới 36 °C (97 °F) vào ban đêm, cho thêm thời gian trước khi đạt đến nhiệt độ cơ thể tối đa vào ngày hôm sau. Chúng có khả năng chịu được nhiệt độ cao mà có thể gây tử vong cho hầu hết động vật hữu nhũ. Linh dương sở hữu một mạng lưới mạch máu khỏe dẫn máu từ tim lên não, đi ngang qua gần thành mũi. Theo cách đó, cho phép máu hạ nhiệt làm mát xuống đến 3 °C (5 °F) trước khi truyền đến não, đó là một trong những bộ phận điều hòa nhiệt nhạy cảm nhất cơ thể.

### Khẩu phần

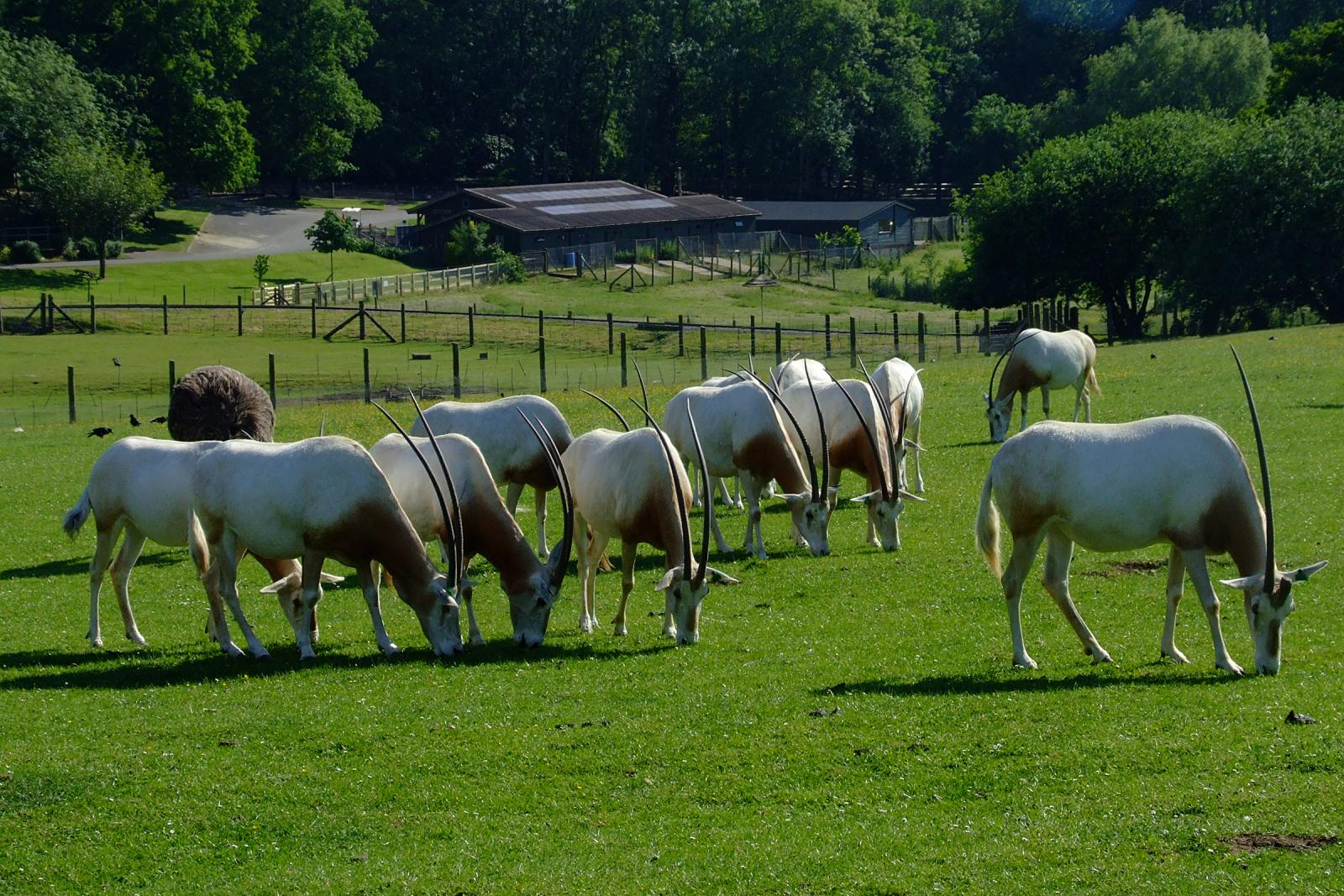
Linh dương sừng mác gặm cỏ trên đồng cỏ

Môi trường sống của linh dương sừng mác trong tự nhiên là thảo nguyên và sa mạc. Nơi chúng ăn tán lá, cỏ, thảo mộc, cây bụi, thực vật mọng nước, thực vật họ đậu, rễ mọng nước, chồi và trái cây. Linh dương có thể sống sót mà không cần nước từ 9 đến 10 tháng nhờ quả thận ngăn chặn nước thoát ra từ đường tiết niệu  - thích nghi với môi trường sống sa mạc. Linh dương có khả năng hút nước từ thực vật mọng nước như dưa gang hoang dã (Citrullus colocynthis), Indigofera oblongifolia và từ cành cây trụi lá của loài Capparis decidua. Trong đêm tối hoặc sáng sớm, chúng thường tìm mác thực vật như loài Indigofera viscosa, loài cỏ sản xuất ra chất tiết hút ẩm đáp ứng nhu cầu về nước. Linh dương ăn cỏ búi như loài cỏ Cymbopogon schoenanthus sau khi có mưa, nhưng chúng thường yêu thích nhiều loại cỏ ngon miệng hơn, chẳng hạn những loài Cenchrus biflora, Panicum laetum và Dactyloctenium aegyptium. Khi mùa khô bắt đầu, chúng ăn vỏ quả cây Acacia raddiana và xuyên suốt mùa khô, dựa vào cỏ lâu năm thuộc các chi Panicum (đặc biệt Panicum turgidum) và Aristida, chồi non của loài Leptadenia,Cassia italica và Cornulaca monacantha.

### Sinh sản

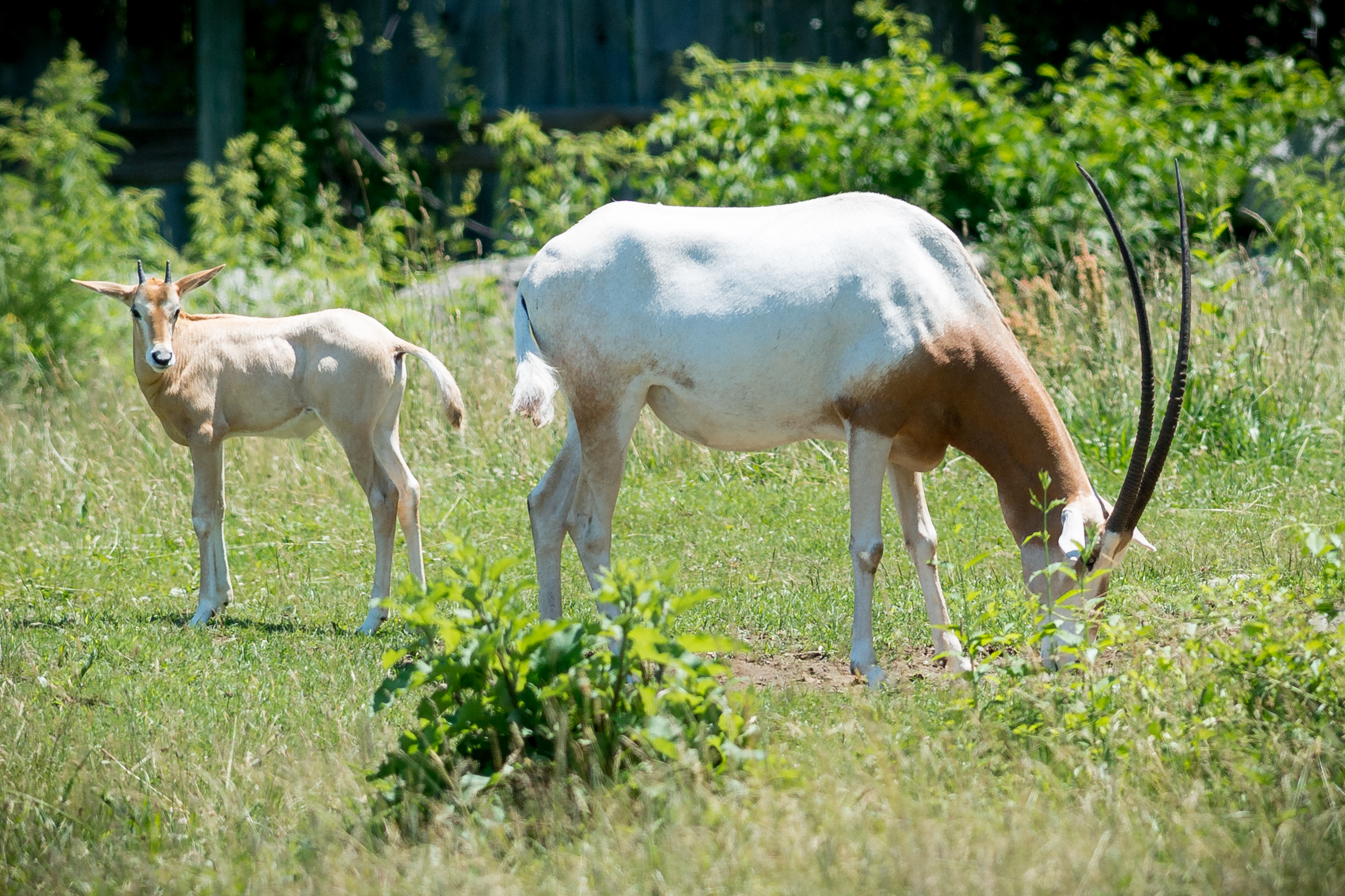
Linh dương non và linh dương cái

Cả linh dương đực lẫn cái thuần thục sinh dục khi được 1,5 đến 2 năm tuổi. Sinh sản cao điểm giữa tháng 3 và tháng 10. Tần suất giao phối lớn hơn khi điều kiện môi trường thuận lợi. Trong vườn thú, con đực giao phối tích cực nhất trong mùa thu. Chu kỳ động dục kéo dài khoảng 24 ngày, linh dương cái trải qua một giai đoạn không rụng trứng vào mùa xuân. Giai đoạn giữa những lần sinh ít hơn 332 ngày, cho thấy linh dương sừng mác là loài động dục nhiều lần.
Hoạt động tán tỉnh được thực hiện theo một vòng tròn giao phối: đực và cái đứng song song với nhau, đối mặt theo hướng ngược lại và sau đó vòng quanh cho đến khi con cái cho phép con đực cưỡi lên từ phía sau. Nếu linh dương cái không sẵn sàng giao phối, nó bỏ chạy và vòng theo hướng ngược lại. Con cái mang thai rời khỏi bầy đàn trong một tuần, sinh ra con non và thụ thai một lần nữa trong thời gian động dục hậu sản; do đó chúng có thể sinh một con non mỗi năm. Thai kỳ kéo dài khoảng 9 tháng, sau đó một con non duy nhất được sinh ra, cân nặng 9,1 đến 15 kg (20 đến 33 pound). Sinh đôi rất hiếm  - tỷ lệ chỉ 0,7% lần sinh quan sát được trong một nghiên cứu. Cả linh dương mẹ và con non trở lại đàn chính sau khi sinh vài giờ. Con cái tách riêng ra khỏi đàn vài giờ lúc cho linh dương non bú sữa. Cai sữa bắt đầu khi được 3,5 tháng và con non trở nên hoàn toàn độc lập vào khoảng 14 tuần tuổi.

## Môi trường sống và phân bố
Linh dương sừng mác trước đây sinh sống trên thảo nguyên nhiều cỏ, bán hoang mạc và hoang mạc tại dải đất hẹp miền trung bắc Phi (Niger và Tchad). Trải rộng tại rìa sa mạc Sahara, chủ yếu ở khu vực thảo nguyên khí hậu gần giống sa mạc, vùng miền cây cỏ giữa sa mạc thực sự và dãy Sahel, khu vực có lượng mưa đặc trưng hàng năm khoảng 75–150 mm (3,0–5,9 in). Năm 1936, một đàn đơn lẻ 10.000 con linh dương đã được nhìn thấy trong khu vực thảo nguyên của Tchad. Vào giữa những năm 1970, Tchad là nhà của hơn 95% quần thể linh dương sừng mác trên thế giới.

## Tình trạng và bảo tồn

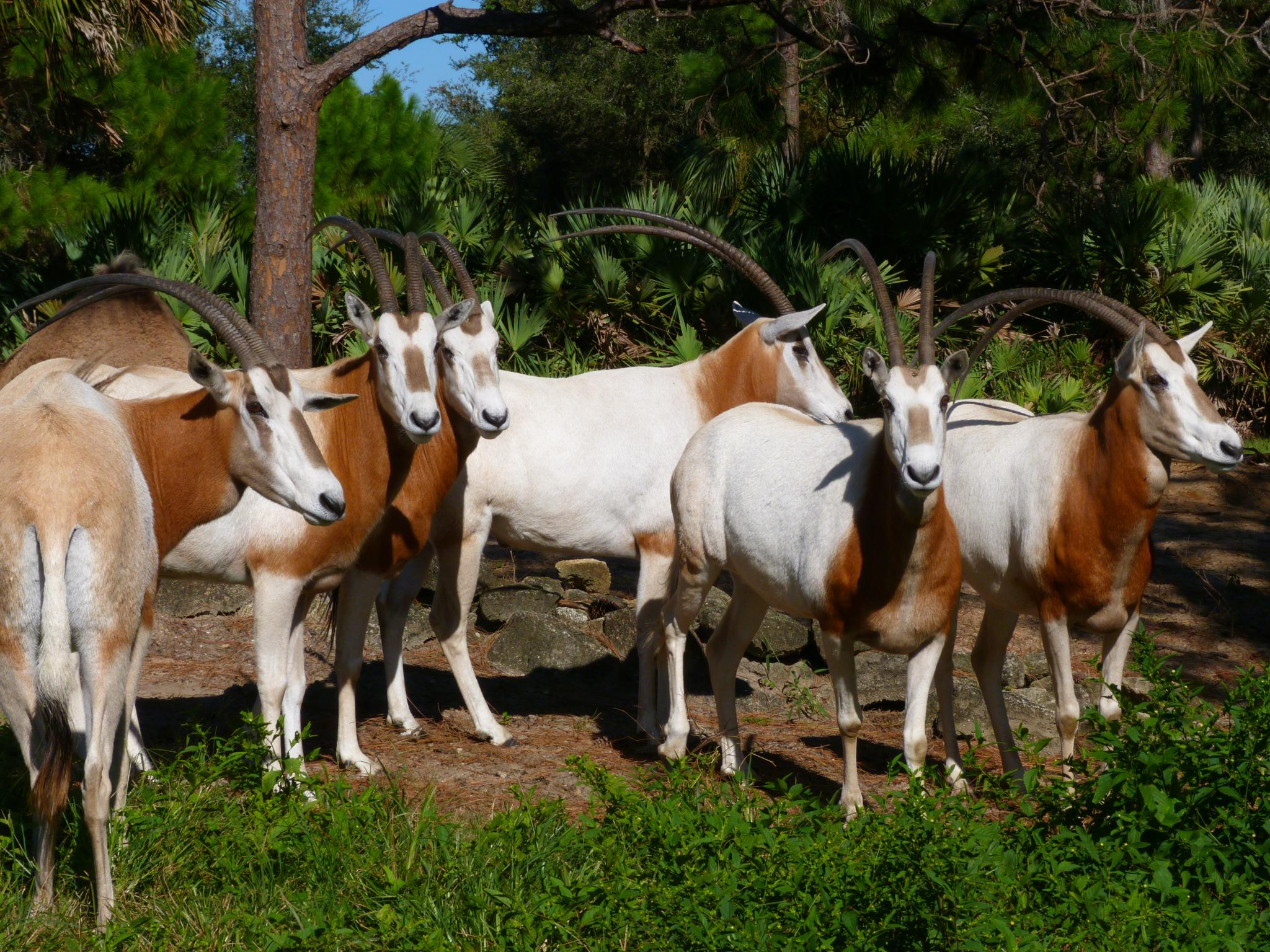
Đàn linh dương tại vườn thú Brevard ở Viera, Florida

Linh dương sừng mác đã bị săn bắt gần như tuyệt chủng nhằm lấy cặp sừng. Suy giảm quần thể bắt đầu do kết quả biến đổi khí hậu nghiêm trọng khiến sa mạc Sahara trở nên khô cằn. Quần thể phía bắc gần như mất đi trước thế kỷ thứ 20. Suy giảm quần thể phía nam tiến triển nhanh hơn khi người châu Âu bắt đầu định cư khu vực và săn bắt linh dương lấy thịt, da và cặp sừng. Chiến tranh thế giới II và Nội chiến ở Tchad bắt đầu vào những năm 1960 được cho gây ra hậu quả loài bị sụt giảm nặng nề thông qua nạn săn bắn gia tăng nhằm cung ứng thực phẩm. Vấn nạn động vật bị cán chết trên đường, cộng đồng người du mục sống gần hố nước (nơi linh dương kiếm ăn mùa khô) và súng cầm tay phục vụ săn bắn dễ dàng cũng khiến số lượng suy giảm.
IUCN liệt kê linh dương sừng mác vào danh sách loài tuyệt chủng trong khu vực tại Algérie, Burkina Faso, Tchad, Ai Cập, Libya, Mali, Mauritanie, Maroc, Niger, Nigeria, Sénégal, Sudan, Tunisia và Tây Sahara, ước định loài đã tuyệt chủng trong tự nhiên từ năm 2000. Báo cáo được trông thấy tại Tchad và Niger vẫn vô căn cứ, mặc dù những cuộc điều tra bao quát được thực hiện xuyên suốt Tchad và Niger từ 2001 đến 2004 trong nỗ lực phát hiện linh dương tại dãy Sahel và hoang mạc Sahara. Ít nhất cho đến năm 1985, 500 con linh dương sừng mác ước tính được sống sót tại Tchad và Niger, nhưng đến năm 1988, chỉ còn vài cá thể sống sót trong môi trường hoang dã.
Hiện tại có một chương trình nuôi sinh sản toàn cầu cho linh dương sừng mác. Năm 2005, ít nhất 1.550 cá thể được quản lý như một phần của chương trình nhân giống và năm 2008, hơn 4.000 được tin sẽ nhân giống ở các khu tư nhân tại Liên minh tiểu quốc Ả Rập thống nhất. Kế hoạch liên quan đến tái lập bầy đàn trong rào tại công viên quốc gia Bou Hedma (1985), công viên quốc gia Sidi Toui (1999) và công viên quốc gia Oued Dekouk (1999) ở Tunisia; công viên quốc gia Souss-Massa (1995) tại Morocco; khu bảo tồn Ferlo Faunal (1998) và khu bảo tồn hoang dã Guembuel (1999) ở Sénégal. Chad hiện đang dẫn đầu một dự án tái nhập loài vào khu bảo tồn Ouadi Rimé Ouadi Achim, với sự hỗ trợ của Quỹ Bảo tồn Sahara và Cơ quan Môi trường Abu Dhabi. Nhóm đầu tiên được phóng thích vào đầu năm 2016 tại một khu rào chắn hợp khí hậu và nên được phóng thích hoàn toàn về hoang dã trong mùa mưa.

## Trong văn hóa

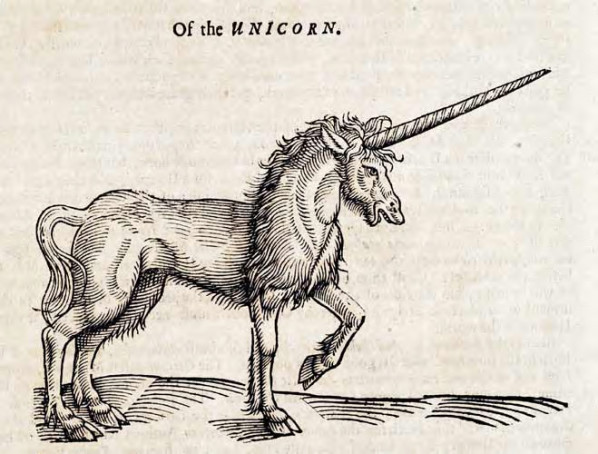
Minh họa kỳ lân một sừng khắc gỗ, từ tác phẩm The History of Four-Footed Beasts and Serpents của Edward Topsell

### Thời trung cổ
Thời Ai Cập cổ đại, linh dương sừng mác là vật nuôi trong nhà và được thuần hóa, cung ứng vật phẩm dâng thần thánh trong lễ nghi tôn giáo hoặc làm thực phẩm. Loài này được gọi là ran và được nuôi nhốt. Thời La Mã cổ đại, linh dương được nuôi giữ trên các bãi cỏ chăn thả, dùng trong hoạt động đua ngựa và cho tầng lớp thượng lưu La Mã ăn thịt. Linh dương sừng mác là loài thú săn ưa thích của thợ săn Sahelo-Sahara. Da linh dương có chất lượng cao, nhà vua Rio de Oro từng ban tặng 1000 tấm khiên làm từ da linh dương xuống cho các binh sĩ đương thời vào thời Trung cổ. Từ đó, da linh dương được dùng làm dây thừng, áo giáp và yên cương.

### Kỳ lân thần thoại
Thần thoại về kỳ lân một sừng có khả năng bắt nguồn từ hình ảnh trông thấy linh dương sừng mác bị thương; Aristotle và Pliny già cho rằng linh dương sừng mác là "nguyên mẫu" của kỳ lân một sừng. Từ góc độ nào đó, linh dương sừng mác có thể dường như có một sừng chứ không phải hai. Giới học giả cho rằng sừng cấu tạo từ xương rỗng không thể tái sinh trở lại, nếu một con linh dương sừng mác mất một trong hai chiếc sừng, phần đời còn lại sẽ chỉ còn một sừng.